# Вярлево
Вя́рлево (фин. Väärälä, Nikkasi) — деревня в Гатчинском муниципальном округе Ленинградской области.

## История
На карте Нотебургского лена П. Васандера, начерченной с оригинала первой трети XVII века, и карте Ингерманландии А. И. Бергенгейма, составленной по шведским материалам 1676 года, упоминается деревня Werala.
На шведской «Генеральной карте провинции Ингерманландии» 1704 года она обозначена как Värala.
На карте Санкт-Петербургской губернии 1792 года А. М. Вильбрехта — как деревня Вьярле.
На «Топографической карте окрестностей Санкт-Петербурга» Военно-топографического депо Главного штаба 1817 года — как деревня Верлово из 20 дворов.
Как деревня Вярлева из 19 дворов она упоминается на «Топографической карте окрестностей Санкт-Петербурга» Ф. Ф. Шуберта 1831 года.

ВЯРЛЕВО — деревня принадлежит Самойловой, графине, число жителей по ревизии: 59 м. п., 57 ж. п. (1838 год)

На карте Ф. Ф. Шуберта 1844 года и карте С. С. Куторги 1852 года деревня не обозначена.
В пояснительном тексте к этнографической карте Санкт-Петербургской губернии П. И. Кёппена 1849 года она записана как деревня Wääralä (Вярлево), а также указано количество её жителей на 1848 год: савакотов — 60 м. п., 60 ж. п., всего 120 человек.
Согласно «Топографической карте частей Санкт-Петербургской и Выборгской губерний» в 1860 году деревня называлась Вярля (Вярлева).

ВЯРЛЕВО — деревня удельная при реке Ижоре, число дворов — 16, число жителей: 69 м. п., 64 ж. п. (1862 год)

В 1879 году деревня Вярлева (Вярля) насчитывала 20 дворов.

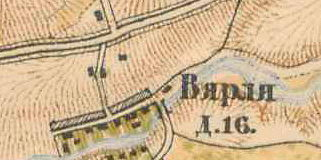
План деревни Вярлево. 1885 год

В 1885 году деревня Вярля насчитывала 16 дворов.
В конце XIX века деревня административно относилась к Мозинской волости 1-го стана Царскосельского уезда Санкт-Петербургской губернии, в начале XX века — 4-го стана. Население деревни было исключительно финским.
К 1913 году количество дворов в деревне увеличилось до 29.
С 1917 по 1923 год деревня Вярлево входила в состав Лукашского сельсовета Мозинской волости Детскосельского уезда.
С 1923 года в составе Гатчинской волости Гатчинского уезда.
Согласно данным переписи населения СССР 1926 года в деревне Вярлево Лукашевского сельсовета Троцкой волости Троцкого уезда проживали 179 человек, все финны.
С 1927 года в составе Гатчинского района.
В 1928 году население деревни Вярлево также составляло 179 человек.
По административным данным 1933 года деревня называлась Вярлево и входила в состав Лукашского финского национального сельсовета Красногвардейского района.

План деревни Вярлево. 1939 год

С 1939 года в составе Антропшинского сельсовета Слуцкого района.
C 1 августа 1941 года по 31 декабря 1943 года деревня находилась в оккупации.
С 1944 года в составе Павловского района.
С 1953 года в составе Антропшинского сельсовета Гатчинского района.
С 1954 года в составе Покровского сельсовета.
С 1959 года в составе Антелевского сельсовета
В 1965 году население деревни Вярлево составляло 134 человека.
По данным 1966, 1973 и 1990 годов деревня Вярлево также входила в состав Антелевского сельсовета.
В 1997 году в деревне проживали 48 человек, в 2002 году — 54 человека (русские — 92%), в 2007 году — 60.

## География
Деревня расположена в северо-восточной части района на автодороге 41К-010 (Красное Село — Гатчина — Павловск).
Деревня находится на левом берегу реки Ижоры.
Расстояние до административного центра поселения, деревни Пудомяги — 2 км.
Расстояние до ближайшей железнодорожной станции Кобралово — 5 км.

## Демография
| 1862 | 2007 | 2010 | 2017 |
| ---- | ---- | ---- | ---- |
| 133  | ↘60  | ↗94  | ↘73  |

### Национальный состав
Согласно данным Всероссийской переписи населения 2021 года в деревне проживали 74 человека, из них:
 русские — 66, финны — 2, чеченцы — 2, остальные национальность не указали.

## Улицы
Дорожная.